# Propelanomodon
Propelanomodon es un género extinto de sinápsido dicinodonto que vivió en el período Pérmico superior en lo que ahora es África. Sus restos fósiles han aparecido en la meseta del Karoo, Sudáfrica.

## Especies
- Propelanomodon devilliersi, Toerien (1955b).

- Propelanomodon tylorhinus (Broom).[1]

## Lista de Referencias
1. ↑  Rubidge', B (26 de enero de 2016). Peer Review #2 of "Systematics of the Rubidgeinae (Therapsida: Gorgonopsia) (v0.1)". doi:10.7287/peerj.1608v0.1/reviews/2. Consultado el 20 de junio de 2025.

- Datos: Q7250136